# Scream (comics)
Donna Diego, alias Scream, est une super-vilaine évoluant dans l'univers Marvel de la maison d'édition Marvel Comics. Créé par le scénariste David Michelinie et le dessinateur Ron Lim, le personnage de fiction apparaît pour la première fois dans le comic book Venom: Lethal Protector #4 en mai 1993.
Elle est l'un des sept « enfants » symbiotes du personnage Venom.

## Biographie du personnage
Scream a été l'un des cinq symbiotes de « Life Foundation » qui ont été engendrés à partir des œufs de Venom, le symbiote no 998. Elle était leur chef officiel.
Comme les quatre autres hôtes, elle a été bénévole pour la Life Foundation, un groupe de scientifique travaillant au sein du gouvernement américain, préparant à la fois les retombées de la destruction mutuelle assurée par la Guerre froide et l'assurance d'une vie confortable à leurs clients fortunés, après l'holocauste nucléaire imminent. La Fondation expérimentait avec le symbiote Venom dans l'espoir de créer ce que l'on appelle des «super-flics» capables de veiller sur leur abri antiatomique imaginaire. Donna a été reprise de force par la sécurité de l'organisation, composée de policiers, de soldats et de mercenaires. 
Lors de la première apparition publique de Scream, elle a rencontré Spider-Man alors qu'elle terrorisait un centre commercial près de Salinas, en Californie. Rapidement battu par le combattant plus expérimenté, Scream s'échappe dans un aéroglisseur qui retournait à la base de la Life Foundation.
Spider-Man a aidé Eddie Brock (qui était détenu prisonnier) à s'échapper. Scream et son hôte sont alors arrêtés par Spider-Man et Venom, ce dernier s'est procuré un dispositif de vieillissement accéléré et fait mourir Scream et ses autres « enfants ». Venom et Spider-Man se sont échappés après avoir fait exploser le quartier général de la Life Foundation. Plus tard, La Life Foundation (après avoir reconstruit un nouveau quartier général) a inventé un dispositif rajeunissant et l'a mis en marche sur les 5 symbiotes pour inverser le processus. Scream a amené les autres à New York à la recherche de Venom, en espérant qu'il les aiderait à apprendre à contrôler leurs symbiotes. Venom voulait ne rien avoir à faire avec eux, et a combattu Scream. Venom s'enfuit, et Scream tenta d'obtenir l'aide de Scarlet Spider pour l'aider à le retrouver. Quand il a refusé, Scream a connu une rupture psychotique et a commencé un déchaînement de violence à Times Square. Humilié par Venom (qui arracha des morceaux de son symbiote) et sauvé au dernier moment par Scarlet Spider, Scream a disparu. 
Découragée, Scream, accompagnée de ses frères et sœurs, a libéré Eddie Brock, redevenu sans pouvoir, l'a enlevé et emprisonné dans un entrepôt de Chicago. Elle a demandé une fois de plus son aide afin d'apprendre à communiquer avec les symbiotes. Eddie a de nouveau refusé et a essayé de les tuer tous, même s'il n'avait pas son symbiote pour le soutenir. Eddie s'échappe. Et peu après les symbiotes de la Life Foundation ont été assassinés, un par un. Scream les a amenés à croire qu'Eddie Brock était l'assassin, alors qu'en fait, c'était elle qui les avait tués. Elle en était venue à la conclusion que tous les symbiotes sont mauvais, et ceux qui créaient des liens avec les symbiotes méritaient de mourir.
Il a été révélé qu'elle était folle et entendait des voix bien avant qu'elle ne devienne l'hôte à son «autre» (suggérant qu'elle était schizophrène). Eddie a réussi à relier avec le symbiote Venom avant que Scream ne puisse le tuer. Alors qu'il ne pouvait pas l'empêcher de tuer l'hôte de chaque symbiote, Venom a néanmoins pu la battre dans un combat encore une fois et Scream a été remises aux autorités.
Après l'invasion des symbiotes de la Terre dans l'arc narratif Planet of the Symbiotes, Donna est devenu l'un des symbiotes parmi d'autres sur la Terre. Cherchant à se racheter pour ses crimes, elle s'occupa de traquer et d'aider les survivants symbiotes. Après ses compagnons ont commencé à mourir mystérieusement, Donna suivi Xenophage, un extra-terrestre énorme qui dévore les deux symbiotes et les cerveaux de leurs hôtes. Donna assistée de Venom a réussi à tuer la bête, mais a été gravement blessée.
Après son rétablissement, Scream a cherché le vaisseau caché du Xenophage pour l'aider à traquer le plus possible des survivants symbiotes. Le navire transportant elle et les autres (y compris Venom et Wolverine) dans une autre dimension où Scream a failli être tué une fois de plus par les mutants Dirtnap et Chimera. À son retour réussi à la Terre, elle a disparu, sans doute pour continuer sa recherche pour les symbiotes quelques autres.
Enquêtant sur le meurtre de Scott Washington/Hybrid, elle est tuée en affrontant Eddie Brock.
Lors de l’évènement Absolute Carnage, le symbiote Scream est ressuscité par Knuul (en). Il abandonne alors le cadavre de Donna pour se lier à Patricia Robertson, ancienne porteuse de symbiote.
Sous l’emprise de Carnage et de ses disciples , elle part en chasse contre d’autres anciens porteurs de symbiotes. comme Andi Benton. Lors de son combat contre cette dernière, elle retrouve alors son libre arbitre  et se retourne contre Carnage.
Mais Patricia est tuée lorsqu’elle affronte le tueur en série. Le symbiote Scream se lie alors à Andi Benton et participe à la bataille finale des héros contre Carnage.
Lors de l’invasion de la Terre par Knull et ses symbiotes, elle détruit  Agony, Lasher, Phage et Riot qui s’en prenaient à un jeune garçon. Par la suite, elle combat Demagoblin puis Knull lui-même.

## Pouvoirs et capacités
Les capacités surhumaines de Donna Diego proviennent de son symbiote extraterrestre Scream.
- Scream utilise souvent ses « cheveux » comme une arme pour envelopper ou emmêler les ennemis (un peu comme Médusa des Inhumains) et peut imiter les vêtements comme camouflage.
- Comme Spider-Man et Venom, elle peut escalader les murs et tisser des toiles symbiotiques, et dispose également d'un sens d'alerte de proximité.
- Elle possède également un certain degré de force surhumaine, mais dont les limites exactes sont inconnues.

## Œuvres où le personnage apparaît
- Venom: Lethal Protector #4-5 (1993)
- The Exile Returns (1994) (consists of: Web of Spider-Man #118 • Spider-Man #52 • Web of Spider-Man #119 • Spider-Man #53)
- Venom: Separation Anxiety #1-4 (1994)
- Venom: The Hunted #1-3 (1996)
- Venom: Tooth and Claw #1-3 (1996)
- Marvel Super Hero Island Adventures (1999)
- Civil War: Battle Damage Report (2007)
- Spider-Man: Back in Black Handbook (2007)
- Venom #15 (2012)

## Apparition dans d'autres médias

### Jeux vidéo
- Spider-Man and Venom: Separation Anxiety
- Spider-Man: The Animated Series
- Marvel Strike Force
- Marvel's Spider-Man 2 (Mary Jane Watson)